# Sfeclă de zahăr

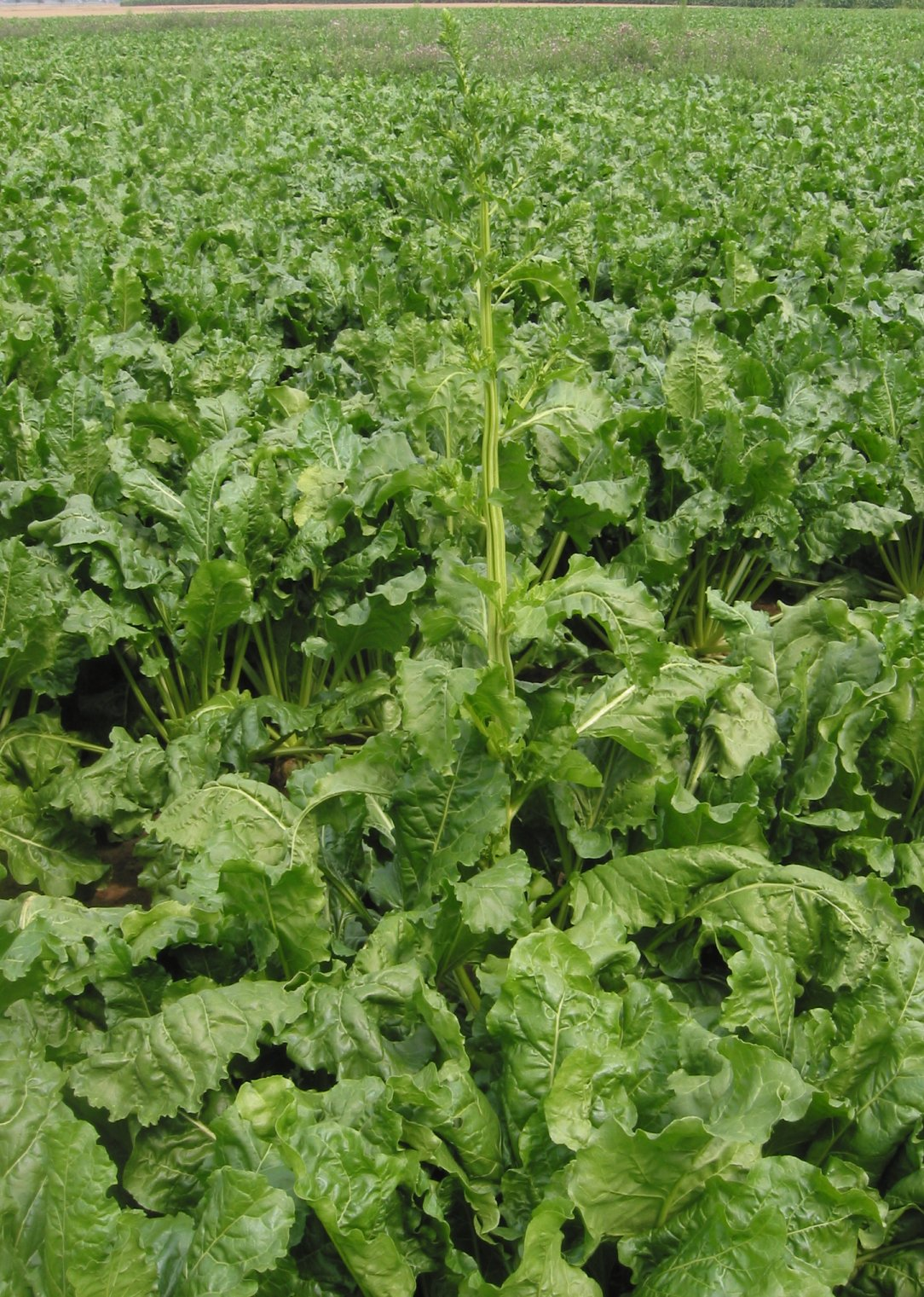

Sfecla de zahăr (Beta vulgaris subsp. vulgaris var. altissima) (Beta vulgaris saccharifera) este o plantă bienală ,originara din zona Marii Mediterane, cultivată pentru obținerea zahărului.
Rădăcina este pivotantă, groasă, gălbuie la exterior și albă în interior. Tulpina este în primul an scurtă și înconjurată de un buchet de frunze mari, lucioase. În al doilea an este ramificată și mai lungă, pe care cresc florile. Florile sunt mici, grupate în inflorescență, pe tipul 5 (adică au 5 sepale, 5 stamine și un pistil). Florile nu au petale, se numesc apetale (toate florile lipsite de petale se numesc apetale, a=fără). Polenizarea este făcută de vânt (directă) și de insecte (încrucișată). Fructele sunt mici, sub formă de ghemulețe, care se numesc glomerule. Fiecare fruct are o sămânță în interior.
Plante înrudite cu sfecla de zahăr sunt: sfecla roșie, spanacul, loboda. Din rădăcină se extrage zahărul și resturile de la industrializarea zahărului sunt folositoare în fabricarea spirtului.